# 軒尼詩道

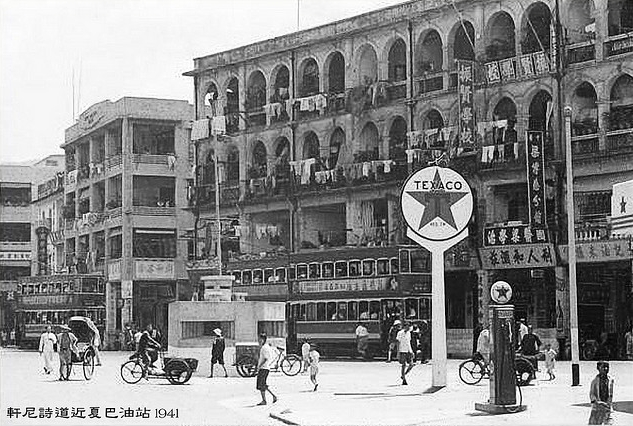
1941年的軒尼詩道和莊士敦道交界處，設有一個德士古加油站，馬路上有一座只有一層高的建築物，是駐港英軍為防備日軍入侵而修築的機槍堡

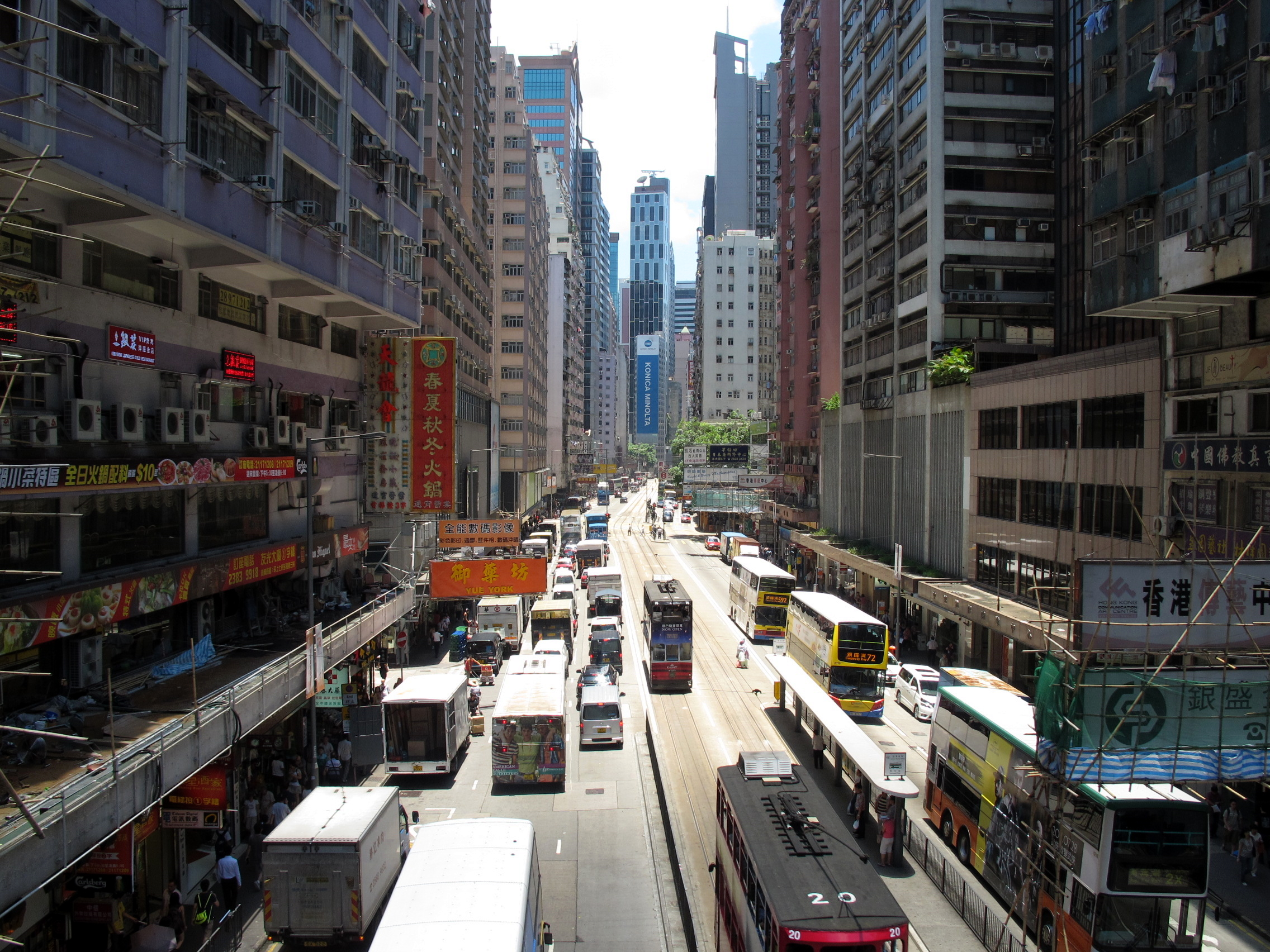
軒尼詩道灣仔段（2011年）

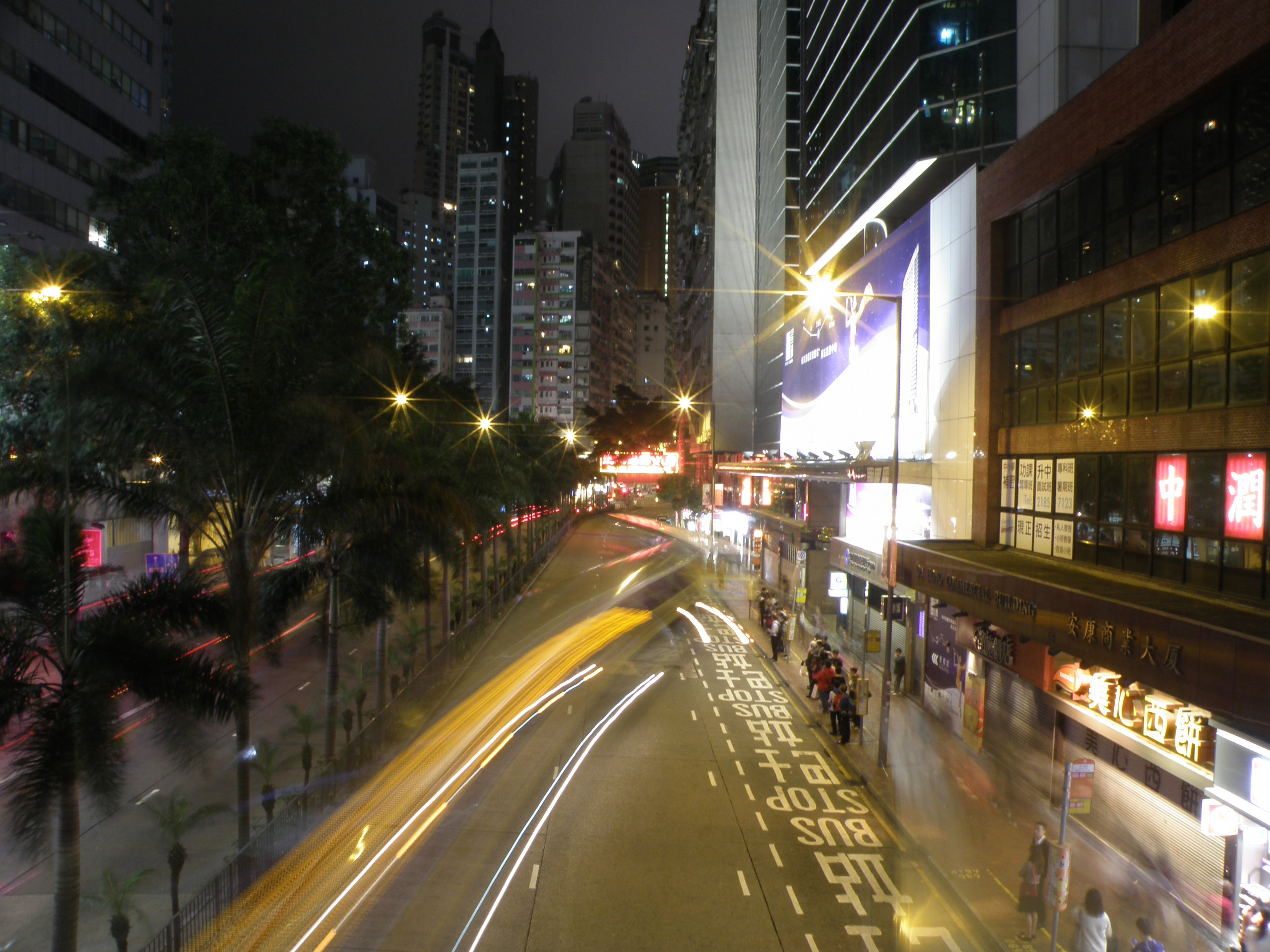
軒尼詩道灣仔段夜景

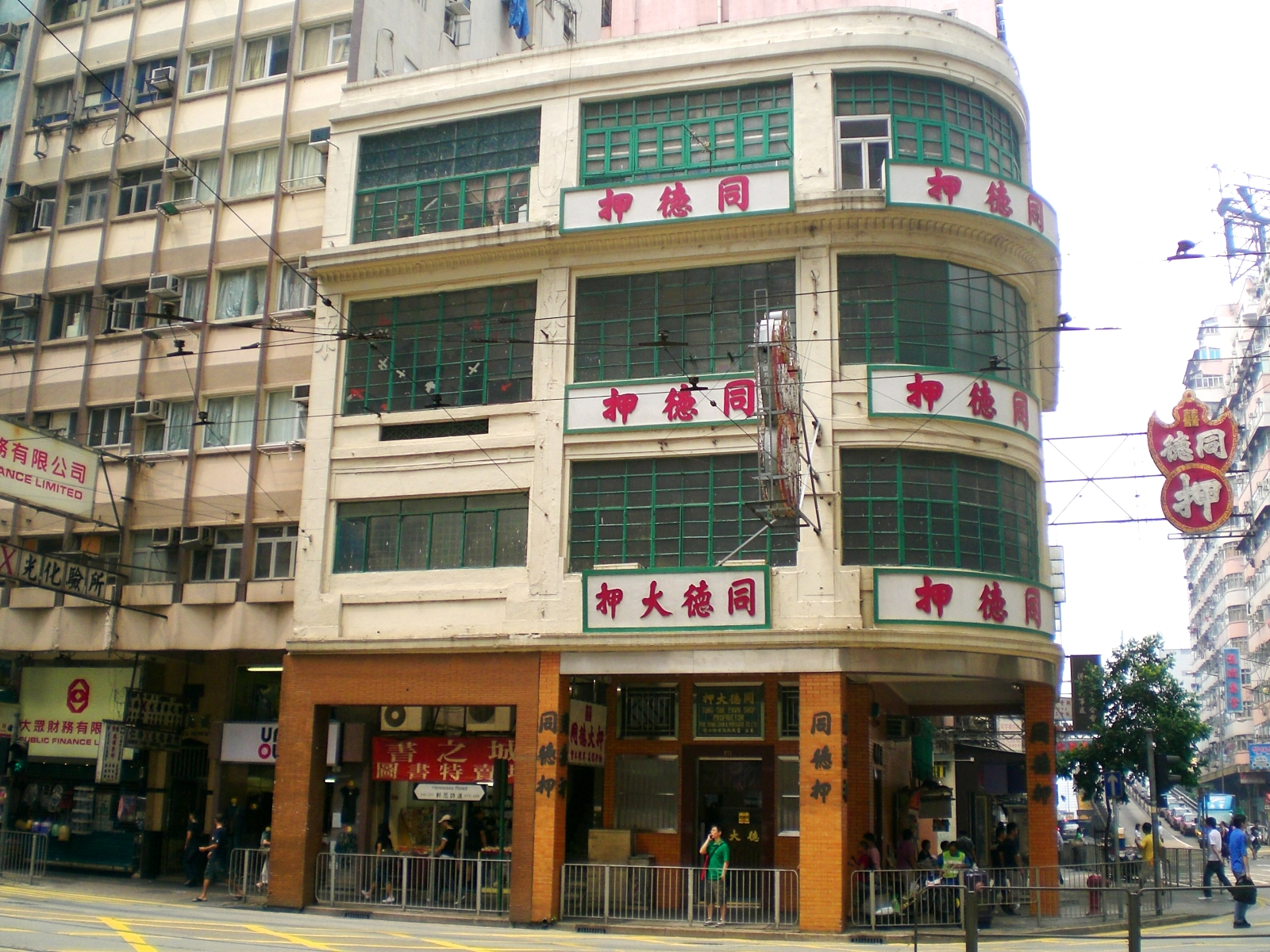
落成逾80年的三級歷史建築同德大押，於2015年7月展開拆卸工程

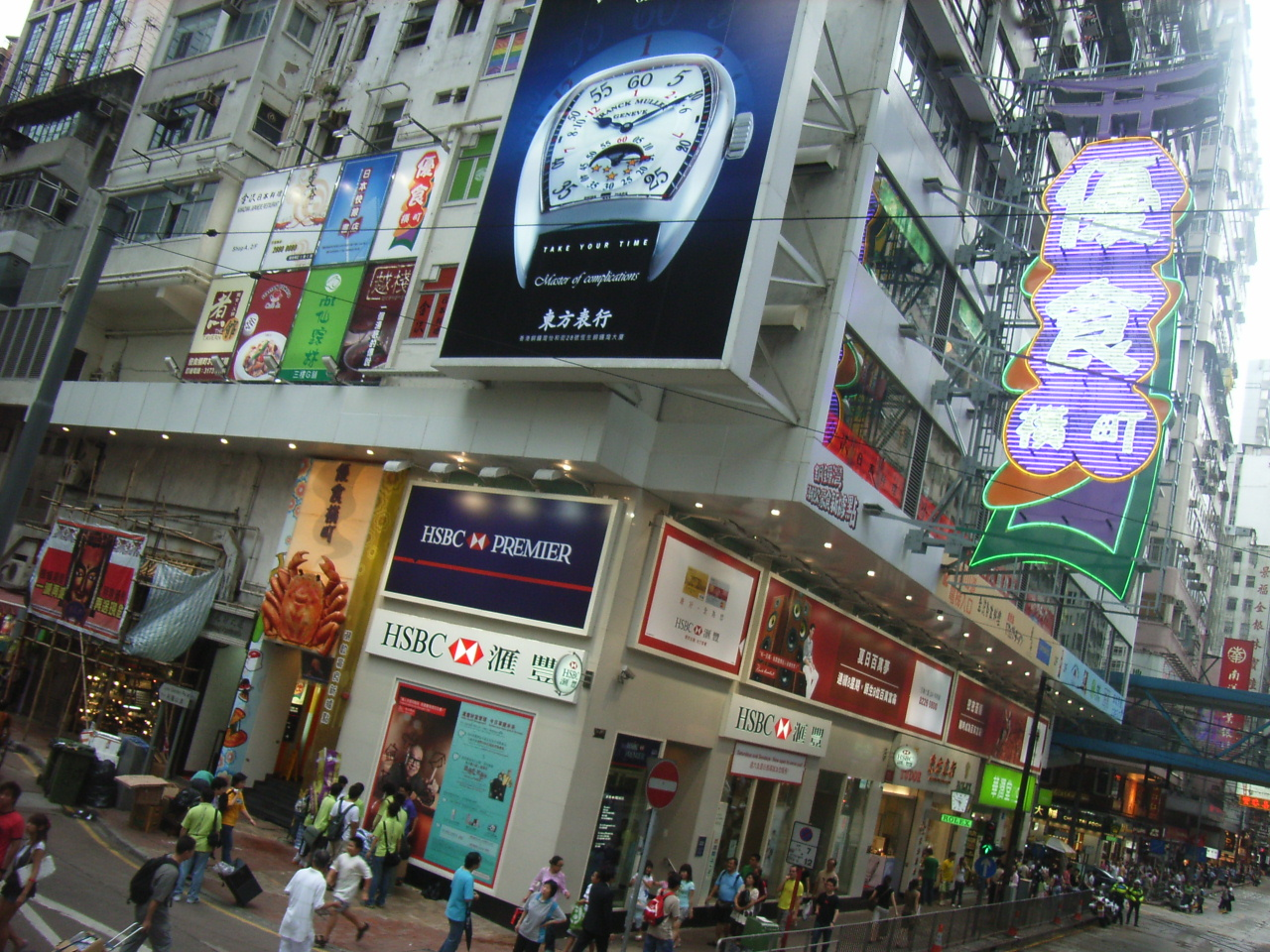
軒尼詩道優食橫町商場

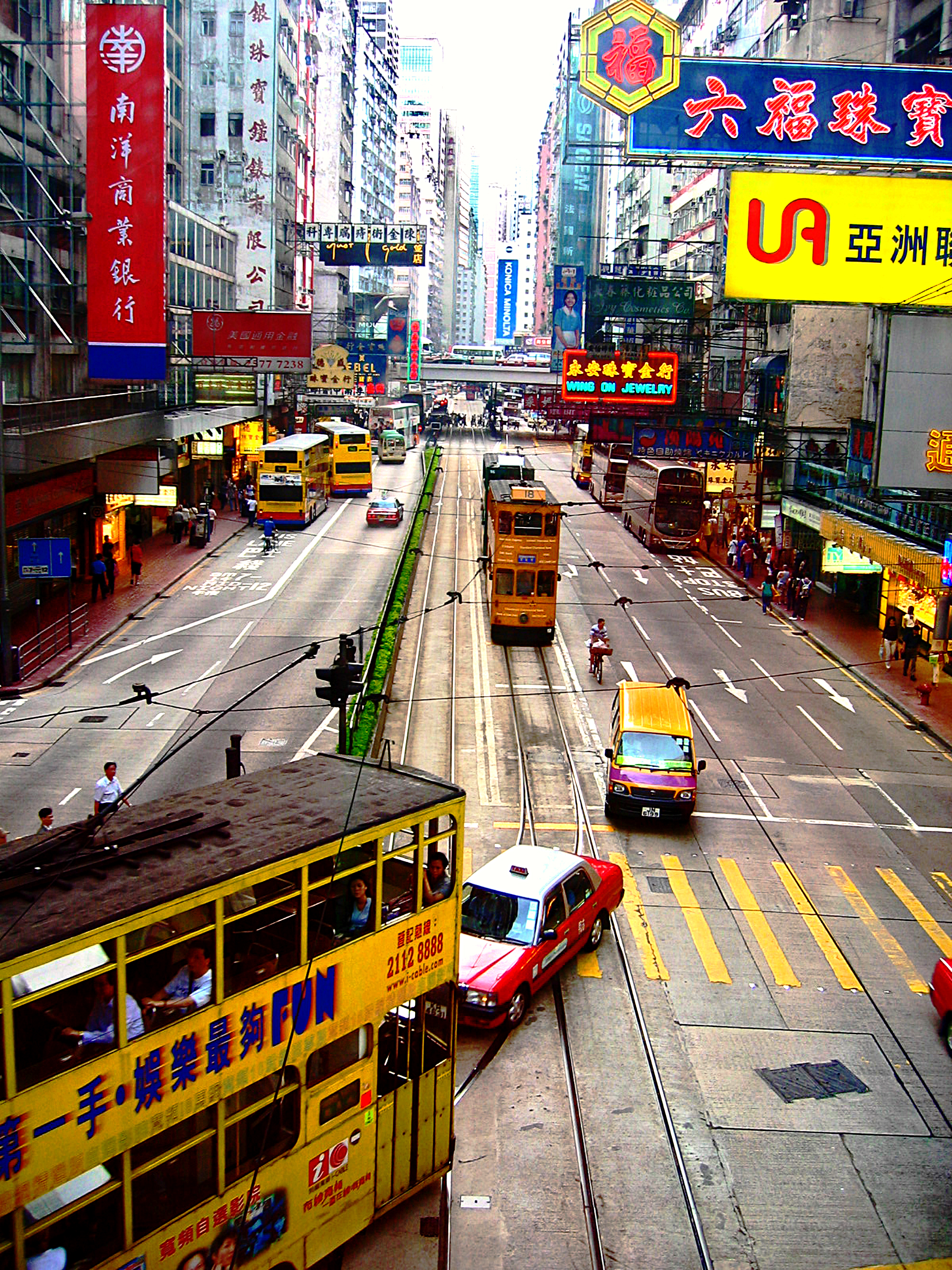
軒尼詩道近崇光百貨

軒尼詩道（英語：Hennessy Road，又譯軒尼斯道）是香港的主要道路之一，連接香港島西面的灣仔與東面的銅鑼灣。路線大致為東西走向，大部份路段為四線雙程行車，西接金鐘道，由軍器廠街交界起；東至渣甸街交界為止，連接怡和街，並與駱克道、謝斐道和告士打道的方向大致平行。這條道路的名稱，是以前香港總督軒尼詩命名，長約1860米。
軒尼詩道東段位於銅鑼灣中心區，可算是全香港最高人流的道路之一。因此汽車、巴士、電車與行人爭路的情況時常發生。
軒尼詩道東段由英皇集團中心至崇光百貨、西段由電訊盈科駱克機樓至警察總部有來回雙向電車路。為改善香港仔隧道往銅鑼灣、北角和九龍（東）方向擠塞情況，政府從2000年到2003年4月推行軒尼詩道巴士線試驗計劃。
2009年由張學友，湯唯主演的香港電影《月滿軒尼詩》即是以軒尼詩道為主題的愛情電影。

## 沿路著名地點
- 灣仔天橋畫廊
- 浦發銀行大廈
- 中國海外大廈
- 溫莎公爵社會服務大廈
- 港島皇悅酒店
- 香港灣仔維景酒店
- 香港家庭計劃指導會行政總部
- 修頓球場
- 修頓中心
- 修頓花園
- 灣仔電腦城
- 灣仔北行人平台
- 駱克道市政大廈
- 軒尼詩道官立小學
- 英皇集團中心
- 298電腦特區

灣仔站
- 集成中心
- W Square
- 中國人壽大廈
- 北海中心
- 灣仔消防局（鵝頸橋側）

銅鑼灣站
- 銅鑼灣廣場
- 電業城
- 希慎廣場
- 香港崇光百貨 (銅鑼灣店)

## 交滙道路（由西向東）

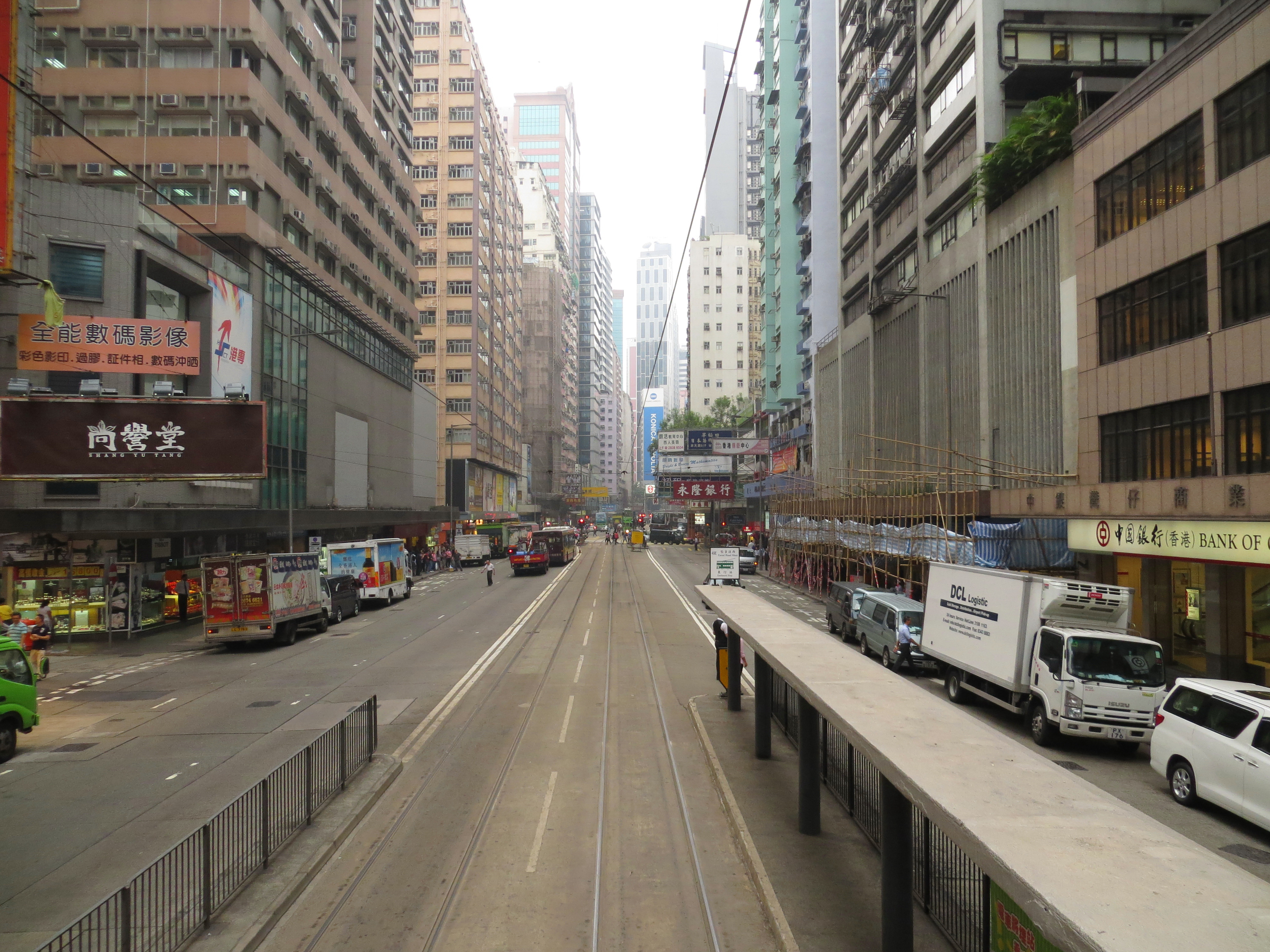
軒尼詩道近堅拿道向西望

| 西行                                                  | 東行     |
| ----------------------------------------------------- | -------- |
| 西接金鐘道                                            |          |
|                                                       | 軍器廠街 |
| 晏頓街、莊士敦道（西端）                              |          |
| 分域街                                                |          |
| 盧押道                                                |          |
| 柯布連道                                              |          |
| 菲林明道                                              |          |
| 史釗域道                                              |          |
| 克街、莊士敦道（東端）                                |          |
| 杜老誌道                                              |          |
| 天樂里                                                |          |
|                                                       | 馬師道   |
| 寶靈頓道                                              |          |
| 堅拿道西                                              |          |
| 堅拿道天橋在上橫過 其下之一段軒尼詩道為傳統上之鵝頸橋 |          |
| 堅拿道巴士專用線                                      |          |
| 堅拿道東                                              |          |
| 登龍街                                                |          |
| 波斯富街                                              |          |
| 利園山道                                              |          |
| 渣甸街                                                |          |
| 東接怡和街                                            |          |